# フリッツ・マントイフェル
フリッツ・マントイフェル（Friedrich "Fritz" Manteuffel、1875年1月11日 - 1941年4月21日）は、ドイツの元体操選手である。彼はアテネオリンピックの体操競技で、平行棒団体競技 と鉄棒団体競技 においてドイツ代表チームの一員として金メダル2個を獲得した。

## 経歴
マントイフェルは、アテネオリンピックと次のパリオリンピックの2回、オリンピックの体操競技に出場している。アテネオリンピックでは個人競技でのメダル獲得は果たせなかったが、ドイツ代表チームの一員として鉄棒団体競技と平行棒団体競技で金メダルを獲得することができた。
次のパリオリンピックでは、個人総合で135選手中72位の成績を残している。

## オリンピックでの成績
| 年   | 大会               | 場所               | 種目       | 結果          |
| ---- | ------------------ | ------------------ | ---------- | ------------- |
| 1896 | アテネオリンピック | アテネ（ギリシャ） | 跳馬       | 順位不明      |
| 1896 | アテネオリンピック | アテネ（ギリシャ） | 平行棒     | 順位不明      |
| 1896 | アテネオリンピック | アテネ（ギリシャ） | 平行棒団体 | 1位           |
| 1896 | アテネオリンピック | アテネ（ギリシャ） | 鉄棒       | 順位不明      |
| 1896 | アテネオリンピック | アテネ（ギリシャ） | 鉄棒団体   | 1位           |
| 1896 | アテネオリンピック | アテネ（ギリシャ） | あん馬     | 順位不明      |
| 1900 | パリオリンピック   | パリ（フランス）   | 個人総合   | 72位（223点） |